# Ancylocoelus
Ancylocoelus és un gènere extint de mamífers notoungulats de la família dels leontínids que visqueren a Sud-amèrica durant l'Oligocè, fa entre 21 i 29 milions d'anys. Se n'han trobat restes fòssils a les províncies argentines de Chubut i Santa Cruz. A diferència del seu parent proper Gualta cuyana, tenia la cresta del meat i l'apòfisi posttimpànica ben diferenciades. El nom genèric Ancylocoelus significa ‘corb [i] buit’.